# Uwe Zötzsche
Uwe Zötzsche (* 15. září 1960 Zwenkau) je bývalý německý fotbalista, obránce.

## Fotbalová kariéra
Ve východoněmecké oberlize hrál za 1. FC Lokomotive Leipzig, nastoupil ve 243 ligových utkáních a dal 45 gólů. S 1. FC Lokomotive Leipzig vyhrál třikrát východoněmecký fotbalový pohár. Za reprezentaci Východního Německa (NDR) nastoupil v letech 1982–1988 ve 38 utkáních a dal 5 gólů. Po sjednocení Německa hrál v nižších soutěžích ve Francii za RC Strasbourg Alsace a v Německu za KSV Hessen Kassel, 1. FC Markkleebergl a VfB Zwenkau. V Poháru vítězů pohárů nastoupil v 18 utkáních a dal 3 góly a v Poháru UEFA nastoupil v 16 utkáních a dal 6 gólů.

## Ligová bilance
| Ročník               | Zápasy | Góly | Klub                     |
| -------------------- | ------ | ---- | ------------------------ |
| DDR-Oberliga 1979/80 | 20     | 2    | 1. FC Lokomotive Leipzig |
| DDR-Oberliga 1980/81 | 19     | 2    | 1. FC Lokomotive Leipzig |
| DDR-Oberliga 1981/82 | 26     | 6    | 1. FC Lokomotive Leipzig |
| DDR-Oberliga 1982/83 | 26     | 8    | 1. FC Lokomotive Leipzig |
| DDR-Oberliga 1983/84 | 25     | 5    | 1. FC Lokomotive Leipzig |
| DDR-Oberliga 1984/85 | 26     | 6    | 1. FC Lokomotive Leipzig |
| DDR-Oberliga 1985/86 | 25     | 4    | 1. FC Lokomotive Leipzig |
| DDR-Oberliga 1986/87 | 25     | 3    | 1. FC Lokomotive Leipzig |
| DDR-Oberliga 1987/88 | 23     | 4    | 1. FC Lokomotive Leipzig |
| DDR-Oberliga 1988/89 | 11     | 1    | 1. FC Lokomotive Leipzig |
| DDR-Oberliga 1989/90 | 17     | 4    | 1. FC Lokomotive Leipzig |
| Ligue 2 1990/91      | 29     | 2    | RC Strasbourg Alsace     |
| CELKEM DDR-Oberliga  | 243    | 45   |                          |